# Малгожата Стренковська-Заремба
Малгожата Стренковська-Заремба (пол. Małgorzata Strękowska-Zaremba) — польська дитяча письменниця, авторка підручників, рецензентка літературного часопису «Nowe Książki», журналістка, член Товариства польських письменників (член правління варшавського відділення ТПП — третя каденція), стипендистка Міністерства культури та національної спадщини Польщі (2006—2015).

## Біографія
Народилася в селі Леман, Підляське воєводство, Польща. Закінчила польську філологію Варшавського університету. Свій дебютний твір опублікувала 1984 року на сторінках газети-одноднівки мистецького руху «Świat». Лауреатка багатьох літературних премій та нагород, серед яких Літературна премія ім. Корнеля Макушинського, «Книжка року» польської секції IBBY тощо. Серед найвідоміших творів письменниці: «Беррі, гангстер і купа клопотів», «Канікули з коровою, танком і злодієм», «Детектив Кефірчик у пошуках скелета», «Детектив Кефірчик і перший труп» та книжкова серія про школяра Філіпека.

## Переклади українською
- Малгожата Стрековська-Заремба. Філіпек і компанія. — Х. : Школа, 2016. — 114 с. — ISBN 978-966-429-412-3.
- Малгожата Стрековська-Заремба. Філіпек і весела сімейка. — Х. : Школа, 2016. — 160 с. — ISBN 978-966-429-382-9.
- Малгожата Стрековська-Заремба. Філіпек і шалені канікули. — Х. : Школа, 2016. — 144 с. — ISBN 978-966-429-394-2.
- Малгожата Стрековська-Заремба. Філіпек і шкільні витівки. — Х. : Школа, 2016. — 160 с. — ISBN 978-966-429-383-6.
- Малгожата Стрековська-Заремба. Філіпек і дівчатка. — Х. : Школа, 2016. — 144 с. — ISBN 978-966-429-412-3.
- Малгожата Стрековська-Заремба. Беррі, гангстер і купа клопотів. — Х. : Школа, 2017. — 160 с. — ISBN 978-966-429-337-9.
- Малгожата Стрековська-Заремба. Канікули з коровою, танком і злодієм. — Х. : Школа, 2017. — 128 с. — ISBN 978-966-429-450-5.
- Малгожата Стренковська-Заремба. Детектив Кефірчик у пошуках скелета. — Л. : Урбіно, 2018. — 224 с. — ISBN 978-966-2647-50-1.
- Малгожата Стренковська-Заремба. Детектив Кефірчик і перший труп. — Л. : Урбіно, 2019. — 256 с. — ISBN 978-966-2647-56-3.